# Monumento Natural Lagunas Cabarete y Goleta
El Monumento Natural Cuevas de Cabarete y Goleta (Las Cuevas de Cabarete), es una área protegida de categoría 3 ubicado en Cabarete al norte de República Dominicana. Fue decretado por la ley 64-00 y la ley sectorial 202-04. 
En este lugar se protegen los diversos e importantes ecosistemas que existen en este monumento natural cuya superficie total es de 77.5 km² en forma de bosque húmedo latifoliado, con abundantes especies de aves endémicas y migratorias. De igual forma existe una gran cantidad de árboles endémicos, arbustos y plantas medicinales, de las que podemos citar: la Roystonea regia (Palma), Swietenia mahagoni, Bursera simaruba, Annona muricata, entre otras.

## Historia
Las cuevas de Cabarete iniciaron las actividades alrededor de 1986 por un señor apodado Jungle Jhon Drittrich que se estableció en estas áreas para hacer exploraciones de buceo y ecología, donde permaneció por varios años hasta su muerte.
La asociación de Guías Cuevas de Cabarete, surgen legalmente en 2010 con la idea de 4 guías locales de empoderar las comunidades de Cabarete en las actividades turísticas y aprovechar estas reservas naturales que existen en este Distrito Municipal de Cabarete el cual representa el pulmón de este Distrito. El cual ha hecho un realce a las visitaciones y poniendo en alto a todo Cabarete por el modo de interpretación de la naturaleza, cabe destacar que este es un lugar rico en historia, cultura y ecología.
Uno de los ecosistemas más importantes y protegidos del mundo es el ecosistema de Manglar, dentro de los que se destacan el Mangle Rojo (Rhizophora mangle) y el Mangle Botón (Conocarpus erectus), cabe destacar su formación rocosa de piedras carticas en forma de mogotes, sirviendo de filtración del agua que cae en forma de lluvia formando los acuíferos subterráneos y esto representa una de las reservas de agua más importantes de la isla. 

## Usos en la educación e investigación
La Asociación de Guías junto a la administración del Ministerio de Medio Ambiente en este lugar, tienen de forma permanente plantas de diferentes especies para realizar campañas de Reforestación con jóvenes y niños de las escuelas del distrito con la finalidad de que estos se conciencien sobre la importancia de la naturaleza, además de charlas, comunicados por las redes sociales sobre la protección y procesamiento de la misma.

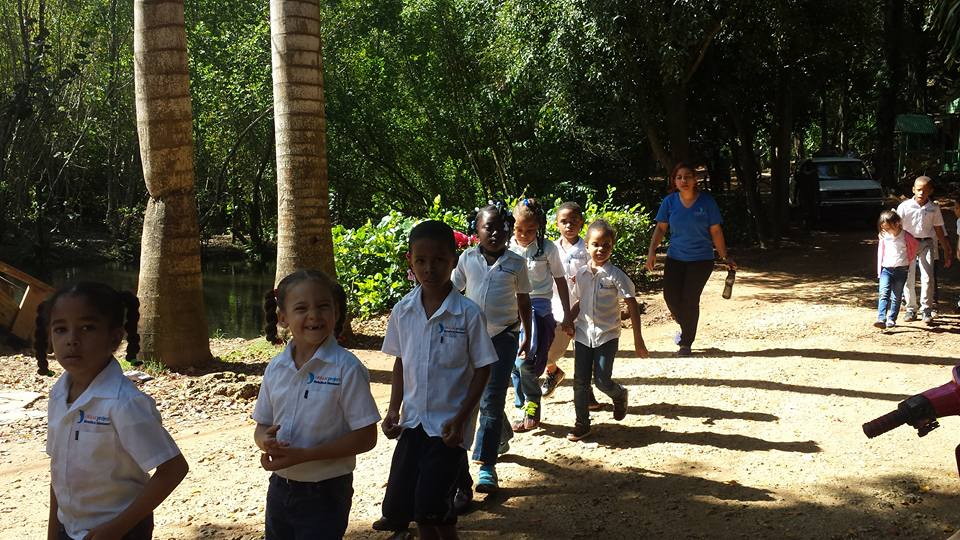
Estudiantes de una escuela local en Cabarete luego de visitar el lugar.

## Uso Turístico
La Asociación de Guías Cuevas de Cabarete, realiza excursiones dentro del área protegida del Monumento Natural Lagunas de Cabarete y Goleta, con el objetivo de que los visitantes conozcan la extraordinaria belleza que tiene Cabarete en su reserva natural a través de guías intérpretes de la naturaleza.
Principales excursiones:
•	Las Tabernas (Cuevas)
•	Paseos en Botes por la laguna

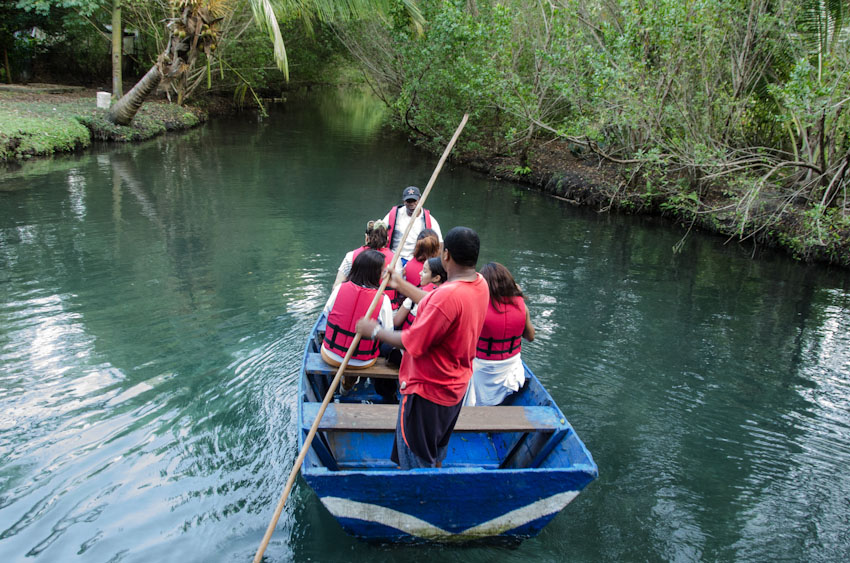
Visitantes en paseo en bote por la Laguna Cabarete.

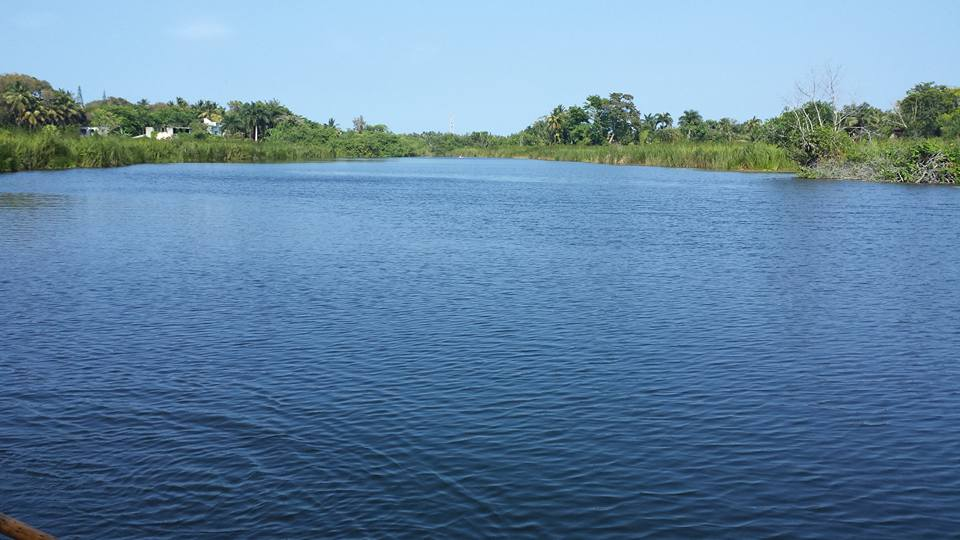
Laguna Cabarete.

•	Excursiones a Caballo (Laguna y Playa)
•	Hiking en diferentes modalidades
•	Observaciones de aves, entre otras.

## Procedimientos para visitar el lugar
Lo primero que se debe hacer es llegar a la oficina de las cuevas, venir con la energía de aventurar, traer ropa de baño, cámara y calzado adecuado. 
Para el inicio de la actividad se debe poner casco como seguridad y luego para darse un baño dentro de los ojos de agua es necesario un chaleco salvavidas. Por lo tanto es una aventura que todos debemos conocer. 
Las excursiones pueden ser por paquetes o por actividades individuales
Ejemplo: Incluye: visita a las 3 cuevas de Cabarete + tour en bote + tour de dos horas y media a caballo en la montaña o en la playa + picadera de frutas tropicales + un coco de agua + un suvenir + servicio de guías turísticos. 
Duración aproximada: cuatro horas y media.
Condiciones:
Llamar previamente para coordinar al (809) 907-1714 / 984-9823 / 972-1162 / (829) 707-8117
Horario: El parque está abierto de 8:30 a. m. a 6:00 p. m.
Admira y conoce la excepcional obra de arte natural formada durante millones de años: Monumento Natural Lagunas Cabarete y Goleta. Las Cuevas de Cabarete.
- Datos: Q24238501